# 小松裕
小松 裕（こまつ ひろし、1954年10月21日 - 2015年3月25日）は、日本の歴史学者。熊本大学文学部教授。専門は日本近代史、思想史。山形県出身。
主に田中正造の思想や、在日朝鮮人の歴史について研究していた。強制動員真相究明ネットワーク呼びかけ人。

## 略歴
- 1985年3月 - 早稲田大学大学院文学研究科博士後期課程単位取得退学
- 1985年4月 - 熊本大学文学部講師
- 1988年4月 - 熊本大学文学部助教授
- 1998年12月 - 熊本大学文学部教授
- 2001年11月 - 早稲田大学より、博士（文学）を授与される。論文の題は「田中正造研究」[2]。
- 2015年3月25日 - 肺がんにて熊本大学文学部長在職のまま逝去

## 著書

### 単著
- 『田中正造　二一世紀への思想人』（筑摩書房、1995年）
- 『田中正造の近代』（現代企画室、2001年）
- 『「いのち」と帝国日本　明治時代中期から一九二〇年代』＜全集日本の歴史 第14巻＞（小学館、2009年）

### 編著
- 『足尾鉱毒事件と熊本』（熊本出版文化会館、2004年）

### 共編著
- （金英達・山脇啓造）『「韓国併合」前の在日朝鮮人』（明石書店、1994年）
- （木村健二）『史料と分析「韓国併合」直後の在日朝鮮人・中国人　東アジアの近代と人の移動』（明石書店、1998年）
- （金泰昌）『田中正造　生涯を公共に献げた行動する思想人』＜公共する人間4＞（東京大学出版会、2010年）

### 編纂史料
- （由井正臣）『亡国への抗論　田中正造未発表書簡集』（岩波書店、2000年）
- （由井正臣）『田中正造文集』全2巻（岩波書店［岩波文庫］、2004年-2005年）